# Самоа на літніх Олімпійських іграх 2020
Самоа на літніх Олімпійських іграх 2020 представляли вісім спортсменів у п'яти видах спорту.